# شهرستان کلیاولینسکی
شهرستان کلیاولینسکی (به لاتین: Klyavlinsky District) یک شهرستان در روسیه است که در استان سامارا واقع شده‌است.